# Canton de Thionville-Ouest
Ne doit pas être confondu avec Arrondissement de Thionville-Ouest.
Le canton de Thionville-Ouest est un ancien canton français qui était située dans le département de la Moselle et la région Lorraine.

## Histoire
Le canton a été créé par décret du 24 décembre 1984 en divisant en deux le canton de Thionville.
Il est supprimé par le redécoupage cantonal de 2014.

## Représentation
| Période | Période | Identité           | Étiquette   | Qualité                                                                                                   |
| ------- | ------- | ------------------ | ----------- | --- |
| 1985    | 1988    | Jean-Marie Demange | RPR         | Médecin Maire de Thionville de 1995 à 2008 Député (1986-1988, 1993-2008)                                  |
| 1988    | 1994    | Robert Malgras     | PS puis DVG | Agent de contrôle métallurgique Député (1981-1986) Conseiller régional Conseiller municipal de Thionville |
| 1994    | 2008    | Gérard Kiffer      | RPR         | Principal adjoint de collège Conseiller municipal de Thionville                                           |
| 2008    | 2015    | Bertrand Mertz     | PS          | Avocat, maire de Thionville (2008-2014), conseiller régional (1998-2008)                                  |

## Composition
Le canton de Thionville-Ouest se composait d’une fraction de la commune de Thionville. Il compte 22 456 habitants (population municipale) au 1er janvier 2012.
| Nom                    | Code Insee | Intercommunalité               | Population (dernière pop. légale)               |
| ---------------------- | ---------- | ------------------------------ | ----------------------------------------------- |
| Thionville (chef-lieu) | 57672      | CA Portes de France-Thionville | Fraction : 22 456(2012) Commune : 41 083 (2014) |

## Démographie
| 1962 | 1968 | 1975 | 1982 | 1990 | 1999 | 2009 |
| ---- | ---- | ---- | ---- | ---- | ---- | ---- |
| -    | -    | -    | -    | -    | -    | -    |